# 核心機群
《核心機群》是一款由Comcept與Armature Studio共同開發的动作冒险平台游戏。游戏于2016年9月13日在Microsoft Windows及Xbox One平台上販售，遊戲的完整版《核心機群：決定版》于2017年8月29日发售。

## 發行
《核心機群》最早公布於2015年E3电子娱乐展，當時預計於2016年春季在Xbox One平台發售。2016年1月，微軟工作室發布了預計於2016發售的遊戲列表，《核心機群》除了原本的Xbox One還將登陸Microsoft Windows，預定發售日也改到2016年。